# Медаль Вооружённых сил «За верную службу»
Медаль Вооружённых сил «За верную службу» – ведомственная награда сухопутных частей Вооружённых сил Королевства Норвегия.

## История
Медаль Вооружённых сил «За верную службу» была учреждена в 1 мая 1982 года в целях поощрения военнослужащих рядового состава, прошедших полную начальную военную службу и уволенных в запас, а также офицеров, после получения военного образования, отслуживших определённый срок начальной военной службы и уволенных в запас. При каждом очередном призыве на военную переподготовку на ленту медали крепится позолоченная пятиконечная звёздочка, но не более трёх.
| Планки медали с накладками | Планки медали с накладками | Планки медали с накладками | Планки медали с накладками |
| -------------------------- | -------------------------- | -------------------------- | -------------------------- |
|                            |                            |                            |                            |

Статут медали от 2011 года предусматривает пятиконечные звёзды белого металла:
| Планки медали с накладками | Планки медали с накладками | Планки медали с накладками | Планки медали с накладками |
| -------------------------- | -------------------------- | -------------------------- | -------------------------- |
|                            |                            |                            |                            |

## Описание
Медаль круглой формы из бронзы.
Аверс несёт эмблему сухопутных частей Вооружённых сил Норвегии: норвежский коронованный лев с секирой под королевской геральдической короной, по бокам от которого по мечу в столб остриём вверх. Ниже и по бокам эмблемы – венок из двух дубовых ветвей.

Эмблема сухопутных частей Вооружённых сил Норвегии

Реверс – надпись по окружности: «HÆREN – FOR FRED OG FRIHET» (Армия – За мир и свободу).
Лента медали шёлковая муаровая 35 мм. шириной красного цвета с десятью тонкими полосками жёлтого цвета.